# طوبال يوناني
طوبال يوناني (الاسم العلمي: Nyssa yunnanensis), نسبةً إلى إقليم يونان في الصين, هو نوع من النباتات يتبع جنس الطوبال من الفصيلة القرانية.